# 광명일보

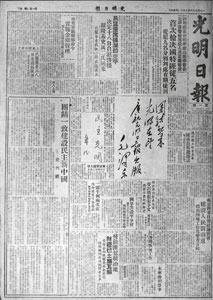

광명일보(光明日报)는 중국공산당 기관지였으나, 1986년 출간이 중단되었다.